# عنصر معدني (تغذية)

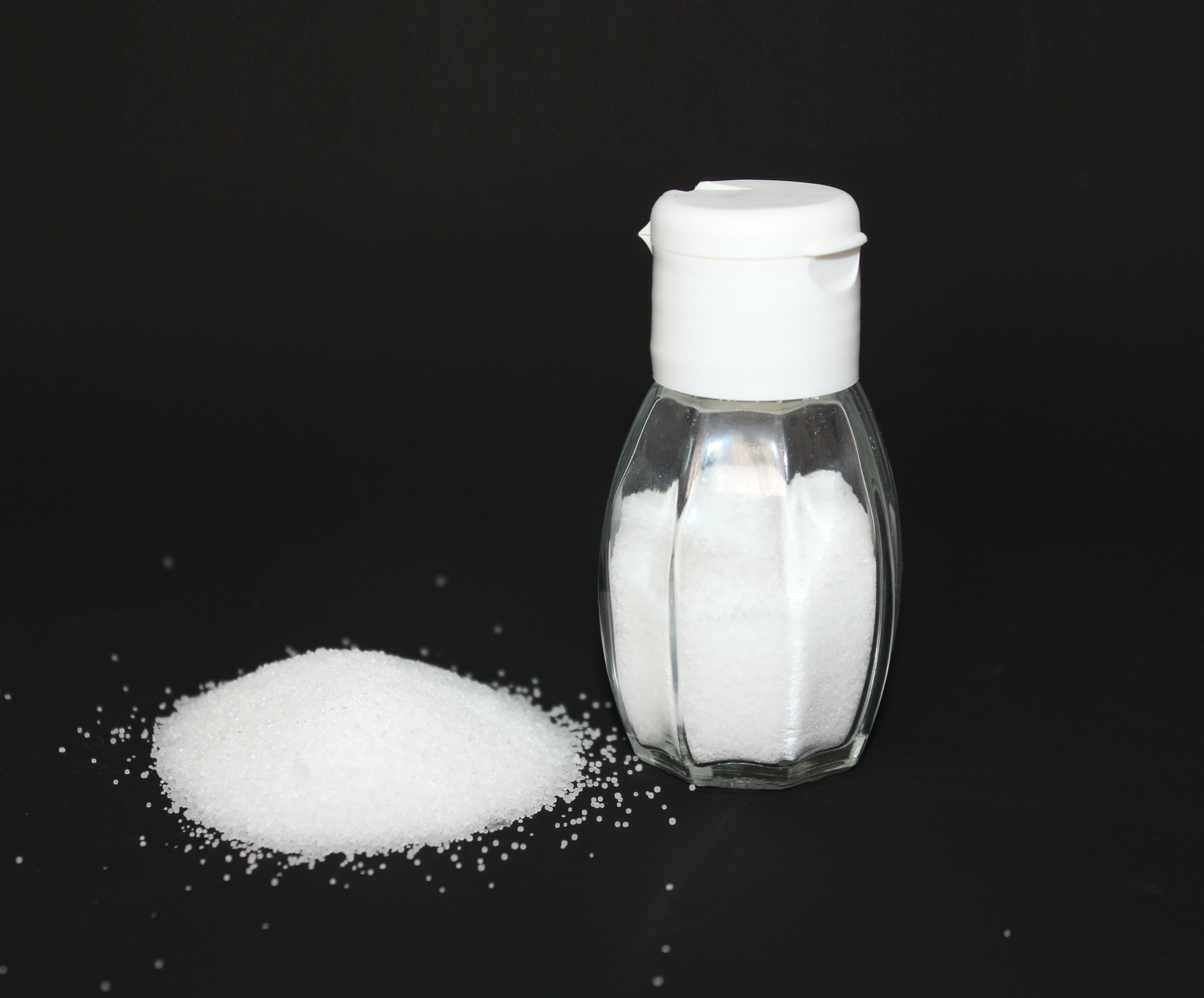

العنصر الغذائي أو معدن غذائي أو العنصر الأكبر هو عنصر كيميائي يحتاجه الكائن الحي بكميات كبيرة لتغذيته خلال حياته. العناصر الكبرى ضرورية بالدرجة الأولى لبناء الجسم والخلايا ولعمل الأجهزة الحيوية، وسميت بالكبرى نظراً لضخامة الكميات اللازمة منها مقارنة بالعناصر الصغرى.
في سياق التغذية، يعد المعدن عنصرًا كيميائيًا مطلوبًا كمغذٍ أساسي من قبل الكائنات الحية لأداء الوظائف الضرورية للحياة. ومع ذلك، فإن العناصر الهيكلية الأربعة الرئيسية في جسم الإنسان من حيث الوزن (الأكسجين، والهيدروجين، والكربون، والنيتروجين)، لا يتم تضمينها عادةً في قوائم معادن المغذيات الرئيسية (يعتبر النيتروجين «معدنًا» للنباتات، حيث يتم تضمينه غالبًا في الأسمدة). تشكل هذه العناصر الأربعة حوالي 96٪ من وزن جسم الإنسان، وتشكل المعادن الرئيسية (المعادن الكبيرة) والمعادن الثانوية (وتسمى أيضًا العناصر النزرة) الباقي.
المعادن المغذية، كونها عناصر، لا يمكن تصنيعها كيميائيا عن طريق الكائنات الحية. تحصل النباتات على المعادن من التربة. تأتي معظم المعادن في النظام الغذائي للإنسان من أكل النباتات والحيوانات أو من شرب المياه. كمجموعة، المعادن هي واحدة من أربع مجموعات من العناصر الغذائية الأساسية، ومن بينها الفيتامينات والأحماض الدهنية الأساسية والأحماض الأمينية الأساسية. المعادن الخمسة الرئيسية في جسم الإنسان هي الكالسيوم والفوسفور والبوتاسيوم والصوديوم والمغنيسيوم. جميع العناصر المتبقية في جسم الإنسان تسمى «العناصر النزرة». العناصر النزرة التي لها وظيفة كيميائية حيوية محددة في جسم الإنسان هي الكبريت والحديد والكلور والكوبالت والنحاس والزنك والمنغنيز والموليبدينوم واليود والسيلينيوم.
معظم العناصر الكيميائية التي تبتلعها الكائنات الحية تكون في شكل مركبات بسيطة. تمتص النباتات العناصر الذائبة في التربة، والتي تبتلعها لاحقًا الحيوانات العاشبة والحيوانات آكلة اللحوم التي تأكلها، وتتحرك العناصر في السلسلة الغذائية. قد تستهلك الكائنات الحية الأكبر حجمًا التربة (الأكل) أو تستخدم الموارد المعدنية، مثل اللعقات الملحية، للحصول على معادن محدودة غير متوفرة من خلال مصادر غذائية أخرى.
تلعب البكتيريا والفطريات دورًا أساسيًا في تجوية العناصر الأولية التي تؤدي إلى إطلاق المغذيات لتغذيتهم وتغذية الأنواع الأخرى في السلسلة الغذائية البيئية. يتوفر عنصر واحد، وهو الكوبالت، للاستخدام من قبل الحيوانات فقط بعد معالجته في جزيئات معقدة (مثل فيتامين ب 12) بواسطة البكتيريا. تستخدم المعادن من قبل الحيوانات والكائنات الحية الدقيقة في عملية تكوين الهياكل المعدنية، والتي تسمى التمعدن الحيوي، وتستخدم لبناء العظام، والأصداف البحرية، وقشور البيض،  الهياكل الخارجية وأصداف الرخويات.

## العناصر الكيميائية الأساسية للإنسان
من المعروف أن هناك ما لا يقل عن عشرين عنصرًا كيميائيًا مطلوبًا لدعم العمليات الكيميائية الحيوية البشرية من خلال خدمة الأدوار الهيكلية والوظيفية وكذلك الإلكتروليتات.
الأكسجين والهيدروجين والكربون والنيتروجين هي العناصر الأكثر وفرة في الجسم من حيث الوزن وتشكل حوالي 96٪ من وزن جسم الإنسان. يشكل الكالسيوم 920 إلى 1200 جرام من وزن الجسم البالغ، 99٪ منه موجود في العظام والأسنان. يمثل هذا حوالي 1.5٪ من وزن الجسم. يوجد الفوسفور بكميات تقارب 2/3 من الكالسيوم، ويشكل حوالي 1٪ من وزن جسم الإنسان. المعادن الرئيسية الأخرى (البوتاسيوم والصوديوم والكلور والكبريت والمغنيسيوم) تشكل فقط حوالي 0.85٪ من وزن الجسم. تشكل هذه العناصر الكيميائية الأحد عشر (H، C، N، O، Ca، P، K، Na، Cl، S، Mg) 99.85٪ من الجسم. تشكل المعادن المتبقية البالغ عددها 18 معادن متناهية الصغر 0.15٪ فقط من الجسم، أو حوالي مائة جرام إجمالاً للشخص العادي. الكسور الإجمالية في هذه الفقرة هي WP: مقادير CALC بناءً على جمع النسب المئوية من المقال حول التركيب الكيميائي لجسم الإنسان
توجد آراء مختلفة حول الطبيعة الأساسية للعديد من العناصر فائقة الدقة في البشر (والثدييات الأخرى)، حتى بناءً على نفس البيانات. على سبيل المثال، لا يوجد إجماع علمي على ما إذا كان الكروم عنصرًا أساسيًا في الإنسان. حددت الولايات المتحدة واليابان الكروم كمغذٍ أساسي،  لكن هيئة سلامة الأغذية الأوروبية (EFSA)، التي تمثل الاتحاد الأوروبي، راجعت السؤال في عام 2014 ولم توافق على هذا الأمر.
معظم المغذيات المعدنية المعروفة والمقترحة ذات وزن ذري منخفض نسبيًا، وهي شائعة بشكل معقول على اليابسة، أو للصوديوم واليود، في المحيط:

## الأدوار في العمليات البيولوجية
| العنصر الغذائي | RDA/AI (ملغم) | الوصف      | التصنيف | كثافة المغذيات عالية المصادر الغذائية | القصور يسبب       | الفائض يسبب       |
| -------------- | ------------- | ---------- | --- | --- | ----------------- | ----------------- |
| البوتاسيوم     | 4700 mg       | كمية       | كهرل نظامي وضروري في المساعدة على تنظيم ثلاثي فوسفات الأدينوسين مع الصوديوم. | البقوليات، بطاطس، طماطم، موز، بابايا، العدس، الحبوب الجافة، الحبوب الكاملة، أفوكادو، اليام، فول الصويا، سبانخ، السلق، البطاطا الحلوة، الكركم.                                                                                            | نقص بوتاسيوم الدم | فرط بوتاسيوم الدم |
| الكلور         | 2300 mg       | كمية       | يلزم لإنتاج حمض الهيدروكلوريك في المعدة وفي وظائف الضخ الخلوية. | ملح الطعام (كلوريد الصوديوم أهم مصادره الغذائية) | نقص كلوريد الدم   | فرط كلوريد الدم   |
| الصوديوم       | 1500 mg       | كمية       | كهرل نظامي مهم كعامل مساعد على تنظيم ثلاثي فوسفات الأدينوسين مع البوتاسيوم. | ملح الطعام (كلوريد الصوديوم أهم مصادره)، الأعشاب البحرية الصالحة للأكل، حليب، وسبانخ. | نقص صوديوم الدم   | فرط صوديوم الدم   |
| الكالسيوم      | 1300 mg       | كمية       | ضروري للعضلات والقلب وصحة الجهاز الهضمي، ويبني العظام، ويدعم تركيب ووظائف خلايا الدم. | منتجات الألبان، البيض، الأسماك (الأسماك المعلبة مع العظام (كالسالمون والسردين)، الخضراوات الورقية، البندق، البذور، التوفو، الزعتر، أوريغانو، الشبت، القرفة.                                                                              | نقص كالسيوم الدم  | فرط كالسيوم الدم  |
| الفسفور        | 700 mg        | كمية       | أحد مكونات العظام (أنظر أباتيت) والخلايا، ضروري لانتاج الطاقة، وبناء الحمض النووي الريبوزي المنقوص الأكسجين وATP (كما الفوسفات) والعديد من الوظائف الأخرى.                                                           | اللحوم الحمراء، الألبان، الأسماك، الدجاج، الخبز، الأرز، الشوفان. بيولوجياً، يعتبر كالفوسفات. | نقص فوسفاتيز الدم | فرط فوسفاتيز الدم |
| المغنسيوم      | 420 mg        | كمية       | ضروري لانتاج ثلاثي فوسفات الأدينوسين وللعظام. | البندق، فول الصويا، كاكاو، السبانخ، السلق، الخضراوات البحرية، البندورة، أسماك الهاليبوت، الفول، الزنجبيل، الكمون، قرنفل. | نقص مغنيسيوم الدم | فرط مغنيسيوم الدم |
| الزنك          | 11 mg         | كمية ضئيلة | ضروري لعدد من الإنزيمات ككربوكسي ببتيداز، الكحول ديهيدروجيناز، وفرط ثاني أكسيد الكربون في الدم. | كبد العجل، البيض، البقول الجافة، المشروم، السبانخ، هليون، محار الإسقلوب، اللحوم الحمراء، البازيلا الخضراء، اللبن، الشوفان، البذور، miso.                                                                                                 | عوز الزنك         | التسمم بالزنك     |
| الحديد         | 18 mg         | كمية ضئيلة | ضروري للعديد من البروتينات والإنزيمات، لا سيما خضاب الدم لمنع فقر الدم (أنيميا). | اللحوم الحمراء، الأسماك (التونا، السالمون)، الحبوب، البقول الجافة، البيض، السبانخ، السلق، الكركم، الكمون، البقدونس، العدس، التوفو، الهليون، الخضراوات الورقية الخضراء، حبوب الصويا، القريدس، البقول، البندورة، الزيتون، الفواكه المجففة. | فقر الدم (أنيميا) | اكتناز الحديد     |
| المنغنيز       | 2.3 mg        | كمية ضئيلة | عامل مرافق في وظائف الإنزيمات. | الحبوب، الأرز البني، البقول، السبانخ، الأناناس، rye، حبوب الصويا، الزعتر، التوت، الفراولة، الثوم، القرع، الباذنجان، القرنفل، القرفة، الكركم.                                                                                             | عوز المنغنيز      | التسمم بالمنغنيز  |
| النحاس         | 0.900 mg      | كمية ضئيلة | مكوّن ضروري لإنزيمات الأكسدة الاختزال كسيتوكروم سي أكسيداز. | المشروم، السبانخ، الخضراوات، البذور، الكاجو غير المعالَج، الجوز المعالَج، التيمبه، الشعير. | عوز النحاس        | التسمم بالنحاس    |
| اليود          | 0.150 mg      | كمية ضئيلة | ضروري لتركيب هرمونات الغدة الدرقية وثالث يود الثيرونين ولمنع دراق (مرض)، ربما كمضاد للسموم، لأجهزة اللادرقي كالثدي والغدد اللعابية والغشاء المخاطي في المعدة والجهاز المناعي (الغدة الصعترية): - اليود في البيولوجيا | الخضراوات البحرية، الملح المعالج باليود، البيض. مصادر بديلة: الفراولة، جبن الموزوريلا، الأجبان، اللبن، الحليب، الأسماك، المحار. | عوز اليود         | يود               |
| سيلينيوم       | 0.055 mg      | كمية ضئيلة | ضروري لتنشيط مضادات التأكسد كأنزيم غلوتاتيون بيروكسيداز. | المكسرات البرازيلية، أسماك الماء البارد (القد، الهاليبوت، السالمون)، التونا، لحم الخروف، الديك الرومي، كبد العجل، الخردل، المشروم، الشعير، الأجبان، الثوم، التوفو، البذور.                                                               | عوز السيلينيوم    | سيلينيوم          |
| موليبدنوم      | 0.045 mg      | مقدار ضئيل | الأكسيدازات أوكسيديز الزانثين، أوكسيديز الألدهايد، وأوكسيديز الكبريت. | البندورة، البصل، الجزر. | نقص الموليبدينوم  | سمية الموليبدينوم |
| بروم           | لا شيء        | كمية ضئيلة | ضروري لبناء الأنسجة وهيكلية الأغشية القاعدية. | |                   | التسمم بالبروم    |

RDA = البدل الغذائي الموصى به؛ AI = كمية كافية ؛ UL = مستوى المدخول العلوي المسموح به؛ الأرقام المعروضة هي للبالغين الذين تتراوح أعمارهم بين 31 و 50 عامًا، ذكورًا أو إناثًا غير حوامل أو مرضعات
* حصة واحدة من الأعشاب البحرية تتجاوز الحد القياسي الأمريكي البالغ 1100 ميكروغرام ولكن ليس 3000 ميكروجرام من UL التي حددتها اليابان.

## تركيز المعادن في الدم
تتواجد المعادن في دم الإنسان السليم بتركيزات معينة من الكتلة والرحى. يوضح الشكل أدناه تركيزات كل عنصر من العناصر الكيميائية التي تمت مناقشتها في هذه المقالة، من يمين الوسط إلى اليمين. اعتمادًا على التركيزات، يوجد بعضها في الجزء العلوي من الصورة، بينما يوجد البعض الآخر في الجزء السفلي. يتضمن الشكل القيم النسبية لمكونات الدم الأخرى مثل الهرمونات. في الشكل، تم تمييز المعادن باللون الأرجواني.

## التغذية اليومية
قد يوصي أخصائيو التغذية بأن يتم توفير المعادن بشكل أفضل من خلال تناول أطعمة معينة غنية بالعناصر الكيميائية ذات الأهمية. قد تكون العناصر موجودة بشكل طبيعي في الطعام (على سبيل المثال، الكالسيوم في حليب الألبان) أو تضاف إلى الطعام (على سبيل المثال، عصير البرتقال المدعم بالكالسيوم ؛ الملح المعالج باليود المدعم باليود). يمكن صياغة المكملات الغذائية بحيث تحتوي على عدة عناصر كيميائية مختلفة (كمركبات)، مزيج من الفيتامينات و / أو مركبات كيميائية أخرى، أو عنصر واحد (كمركب أو خليط من المركبات)، مثل الكالسيوم (كربونات الكالسيوم، سترات الكالسيوم) أو المغنيسيوم (أكسيد المغنيسيوم)، أو الحديد (كبريتات الحديدوز، الحديد ثنائي جليسينات).
ينبع التركيز الغذائي على العناصر الكيميائية من الاهتمام بدعم التفاعلات الكيميائية الحيوية لعملية التمثيل الغذائي مع المكونات الأولية المطلوبة. لقد ثبت أن مستويات المدخول المناسبة من بعض العناصر الكيميائية ضرورية للحفاظ على الصحة المثلى. يمكن أن يلبي النظام الغذائي جميع متطلبات العناصر الكيميائية للجسم، على الرغم من أنه يمكن استخدام المكملات عندما لا يتم تلبية بعض التوصيات بشكل كافٍ من خلال النظام الغذائي. مثال على ذلك هو نظام غذائي منخفض في منتجات الألبان، وبالتالي لا يفي بالتوصية الخاصة بالكالسيوم.

### أمان
يمكن أن تكون الفجوة بين المدخول اليومي الموصى به وما يعتبر حدودًا عليا آمنة (ULs) صغيرة. على سبيل المثال، بالنسبة للكالسيوم، حددت إدارة الغذاء والدواء الأمريكية المدخول الموصى به للبالغين فوق 70 عامًا عند 1200 ملغ / يوم و UL عند 2000 ملغ / يوم. كما يحدد الاتحاد الأوروبي المبالغ الموصى بها والحدود العليا، التي ليست دائما في الاتفاق مع الولايات المتحدة  وبالمثل، اليابان، الذي يحدد UL للاليود في 3000 ميكروغرام مقابل 1100 للولايات المتحدة و 600 للاتحاد الأوروبي. في الجدول أعلاه، يبدو أن المغنيسيوم شذوذ حيث أن المدخول الموصى به للرجال البالغين هو 420 ملغ / يوم (نساء 350 ملغ / يوم) في حين أن UL أقل من الموصى به، عند 350 ملغ. والسبب هو أن UL خاص باستهلاك أكثر من 350 ملغ من المغنيسيوم دفعة واحدة، على شكل مكمل غذائي، لأن ذلك قد يسبب الإسهال. الأطعمة الغنية بالمغنيسيوم لا تسبب هذه المشكلة.

## العناصر التي من المحتمل أن تكون ضرورية للبشر ولكن لم يتم تأكيدها
تم اقتراح العديد من عناصر عوز البورون على أنها ضرورية، ولكن لم يتم تأكيد هذه الادعاءات عادة. يأتي الدليل القاطع على الفعالية من توصيف الجزيء الحيوي الذي يحتوي على العنصر بوظيفة محددة وقابلة للاختبار. تتمثل إحدى مشكلات تحديد الفعالية في أن بعض العناصر غير ضارة بتركيزات منخفضة ومنتشرة (أمثلة: السيليكون والنيكل في المواد الصلبة والغبار)، لذلك لا يوجد دليل على الفعالية بسبب صعوبة تكاثر أوجه القصور. من المعروف أن العناصر فائقة النعومة لبعض المعادن مثل السيليكون والبورون لها دور ولكن الطبيعة الكيميائية الحيوية الدقيقة غير معروفة، ويشتبه في أن لعناصر أخرى مثل الزرنيخ دور في الصحة، ولكن مع أدلة أضعف.
| عنصر        | وصف | إفراط |
| ----------- | --- | --- |
| البروم      | ربما يكون مهمًا لبنية الغشاء القاعدي وتطور الأنسجة، كمحفز ضروري لصنع الكولاجين الرابع. | برومية |
| الزرنيخ     | ضروري في نماذج الفئران والهامستر والماعز والدجاج، ولكن لم يتم إجراء أي بحث على البشر. | التسمم بالزرنيخ |
| نيكل        | النيكل عنصر أساسي في العديد من الإنزيمات، بما في ذلك اليورياز والهيدروجينيز. على الرغم من أن البشر ليسوا مطلوبين، إلا أنه يُعتقد أن هناك حاجة إلى بعض البكتيريا المعوية، مثل اليورياز الذي تتطلبه بعض أنواع البيفيدوباكتيريوم. في البشر، قد يكون النيكل عاملاً مساعدًا أو مكونًا هيكليًا لبعض الإنزيمات المعدنية المشاركة في التحلل المائي وتفاعلات الأكسدة والاختزال والتعبير الجيني. أدى نقص النيكل إلى انخفاض نمو الماعز والخنازير والأغنام، وانخفاض تركيز هرمون الغدة الدرقية في الفئران. | سمية النيكل |
| الفلور      | لا يعتبر الفلور (مثل الفلورايد) عنصرًا أساسيًا لأن البشر لا يحتاجونه للنمو أو للحفاظ على الحياة. تشير الأبحاث إلى أن الفائدة الأساسية للأسنان من الفلورايد تحدث على السطح من التعرض الموضعي. من بين المعادن الموجودة في هذا الجدول، يعتبر الفلورايد هو المعدن الوحيد الذي أنشأ معهد الطب الأمريكي كمية كافية منه. | التسمم بالفلورايد |
| البورون     | يعتبر البورون من العناصر الغذائية الأساسية للنبات، وهو ضروري في المقام الأول للحفاظ على سلامة جدران الخلايا. لقد ثبت أن البورون ضروري لإكمال دورة الحياة في ممثلي جميع ممالك الحياة. في الحيوانات، ثبت أن تناول البورون التكميلي يقلل من إفراز الكالسيوم وينشط فيتامين د | لا توجد آثار حادة (الجرعة المميتة النصفية من حمض البوريك هي 2.5 جرام لكل كيلوغرام من وزن الجسم) لم يتم توضيح الآثار المزمنة للتعرض لجرعات عالية من البورون على المدى الطويل بشكل كامل |
| الليثيوم    | بناءً على تركيزات الليثيوم في البلازما والنشاط البيولوجي والملاحظات الوبائية، هناك دليل، وليس قاطعًا، على أن الليثيوم عنصر غذائي أساسي. | سمية الليثيوم |
| السترونتيوم | تم العثور على السترونتيوم للمشاركة في الاستفادة من الكالسيوم في الجسم. يعزز تأثيره على امتصاص العظام للكالسيوم بمستويات معتدلة من السترونتيوم الغذائي، ولكنه يعمل على تكوّن الكساح (ينتج الكساح) عند مستويات غذائية أعلى. | أنواع معينة من الكساح |
| آخر         | لقد أسس السيليكون والفاناديوم، وإن كانا متخصصين، أدوارًا كيميائية حيوية كعوامل مساعدة هيكلية أو وظيفية في الكائنات الحية الأخرى، وربما تستخدم، على الأرجح، من قبل الثدييات (بما في ذلك البشر). على النقيض من ذلك، فإن التنغستن واللانثانيدات المبكرة والكادميوم لها استخدامات كيميائية حيوية متخصصة في بعض الكائنات الحية السفلية، ولكن يبدو أن هذه العناصر لا تستخدمها الثدييات. تشمل العناصر الأخرى التي تعتبر ضرورية على الأرجح الألمنيوم والجرمانيوم والرصاص والروبيديوم والقصدير.    | عديد |

## علم البيئة المعدنية
المعادن يمكن الهندسة البيولوجية من البكتيريا التي تعمل على المعادن ل تحفيز المعدنية حل وهطول الأمطار. يتم إعادة تدوير العناصر الغذائية المعدنية عن طريق البكتيريا الموزعة في جميع أنحاء التربة والمحيطات والمياه العذبة والمياه الجوفية وأنظمة المياه الجليدية الذائبة في جميع أنحاء العالم. تمتص البكتيريا المواد العضوية الذائبة التي تحتوي على معادن لأنها تقضي على أزهار العوالق النباتية. تدور المغذيات المعدنية عبر هذه السلسلة الغذائية البحرية، من البكتيريا والعوالق النباتية إلى السوط والعوالق الحيوانية، التي تأكلها بعد ذلك الكائنات البحرية الأخرى. في النظم البيئية الأرضية، تلعب الفطريات دورًا مشابهًا للبكتيريا، حيث تقوم بتعبئة المعادن من المادة التي يتعذر على الكائنات الحية الأخرى الوصول إليها، ثم نقل العناصر الغذائية المكتسبة إلى النظم البيئية المحلية.

## العناصر الكبرى لدى النبات
هناك تسعة عناصر كبرى مهمة لدى النبات، تتواجد ثلاثة منها بشكل كبير في الطبيعة وهي الكربون الأكسجين الهيدروجين وهي العناصر الرئيسية في أية مادة عضوية. أما بالنسبة لبقية العناصر فهي:
- النيتروجين.
- الفسفور.
- البوتاسيوم.
- المغنيسيوم.
- الكبريت.
- الكالسيوم.
- الحديد.

يسمى النيتروجين والفسفور والبوتاسيوم بالعناصر الكبرى الرئيسية بينما تسمى الثلاثة الثانية بالعناصر الكبرى الثانوية.

## طالع أيضًا
- مغذي أصغر.
- عنصر زهيد.
- فيتامينات.
- تغذية.
- تغذية النبات.
- قيمة غذائية.
- بوليفينول.
- تكوين الغذاء.
- نقص المعادن.
- المغذيات الدقيقة.
- التغذية البشرية.

## روابط خارجية
- المعادن في التغذية.
- مفهوم الغذاء المغذي: نحو درجة كثافة المغذيات.